# Немировский район
Неми́ровский райо́н (укр. Немирівський район) — упразднённая административная единица в центральной части Винницкой области Украины. Административный центр — город Немиров.

## География
Площадь — 1290 км² (1-е место среди районов).
Основные реки — Южный Буг.

## История
Район образован в 1923 году. 10 сентября 1959 года к Немировскому району была присоединена часть территории упразднённого Вороновицкого района.
В рамках административной реформы в 2020 году Немировский район был поделён между Винницким и Тульчинским районами (Брацлавская поселковая община).

## Демография
Население района составляет 51 076 человек (на 1 июня 2013 года), в том числе городское население 19 934 человека (39,02 %), сельское — 31 142 человека (60,98 %).

## Административное устройство
Количество советов (рад):
- городских — 1
- поселковых — 2
- сельских — 40

## Населенные пункты
Количество населённых пунктов:
- городов районного значения — 1 (Немиров)
- посёлков городского типа — 2 (Брацлав — 6 033, Ситковцы — 2 845)
- сёл — 89 (Муховцы — Х ХХХ, …)

Всего насчитывается 95 населённых пунктов.

## Экономика
В районном центре — городе Немиров, расположен один из крупнейших ликеро-водочных заводов в мире — ЛВЗ УВК Nemiroff.

## Достопримечательности
- Немировское городище
- Свято-Троицкий монастырь